# Somers (lớp tàu khu trục)
Lớp tàu khu trục Somers là một lớp tàu khu trục gồm năm chiếc, có trọng lượng choán nước 1.850 tấn được Hải quân Hoa Kỳ chế tạo vào giai đoạn giữa Chiến tranh Thế giới thứ nhất và thứ hai.

## Đặc điểm thiết kế

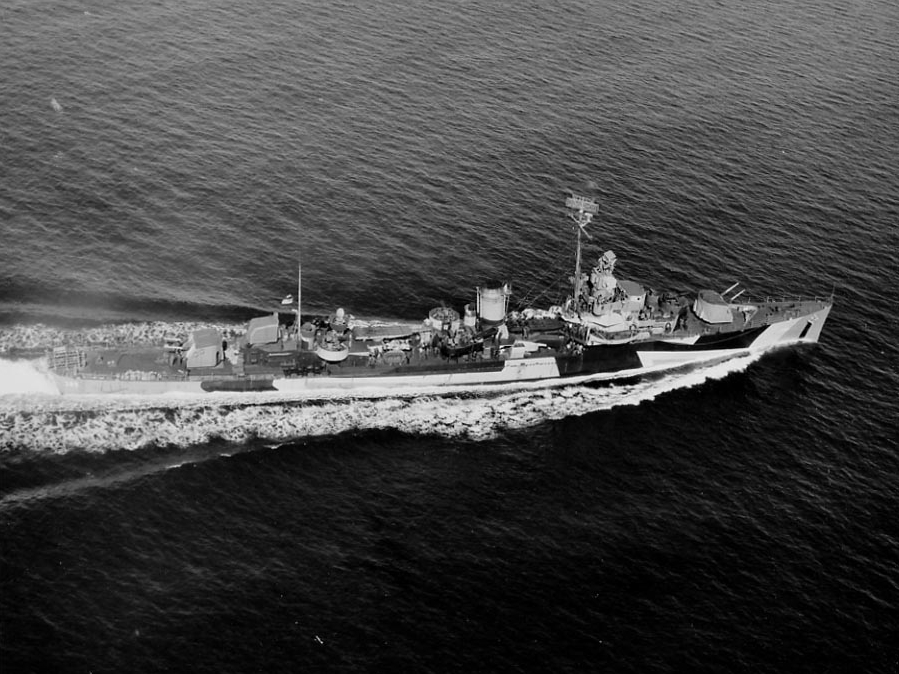
Tàu khu trục USS Davis (DD-395) của Hải quân Hoa Kỳ đang trên biển vào tháng 3 năm 1945.

Căn bản dựa trên lớp tàu khu trục Porter, Somers là sự đáp trả lại các tàu khu trục lớn mà Hải quân Đế quốc Nhật Bản chế tạo vào lúc đó, và thoạt tiên dự định đảm nhiệm vai trò soái hạm của chi hạm đội khu trục. Lớp tàu này tích hợp một công nghệ còn gây tranh cãi (vào lúc đó): nồi hơi siêu nhiệt bao bọc bởi hơi, được cải biến từ kiểu trang bị cho thiết giáp hạm New Mexico (BB-40) được hiện đại hóa. Đây là lớp tàu khu trục Hoa Kỳ đầu tiên sử dụng hơi nước siêu nhiệt với áp suất 600 pound trên inch vuông (4.100 kPa) ở nhiệt độ lên đến 850 °F (454 °C), vốn trở thành tiêu chuẩn cho mọi tàu chiến Hoa Kỳ được chế tạo vào cuối những năm 1930 và trong Thế Chiến II. Cho dù có trọng lượng nặng hơn, nồi hơi mới cho phép sử dụng chỉ một ống khói duy nhất cho hệ thống động lực, lấy chỗ để trang bị thêm một dàn ống phóng ngư lôi thứ ba trên trục giữa. Ngay cả như thế, chúng cũng bị quá tải và nặng bên trên.
Giống như lớp Porter, chúng nguyên được chế tạo với tám khẩu pháo 5 in (130 mm)/38 caliber trên bốn bệ Mark 22 nòng đôi đơn dụng (chống hạm). Việc phòng không được đảm nhiệm bởi hai khẩu đội pháo 1,1 inch/75 caliber phòng không bốn nòng và bốn súng máy M2 Browning. Cũng như lớp Porter, dàn pháo chính của lớp Somers dần dần được giảm bớt trong Thế Chiến II, thay bằng các bệ lưỡng dụng, và vũ khí phòng không được thay thế bởi các kiểu pháo Bofors 40 mm và Oerlikon 20 mm.
Hai chiếc đầu tiên được đặt lườn tại xưởng tàu của hãng Federal Shipbuilding and Drydock Company ở Kearny, New Jersey vào năm 1935; ba chiếc tiếp theo sau đặt lườn vào năm 1936 bởi hãng Bath Iron Works Corporation ở Bath, Maine. Chúng được đưa vào hoạt động từ năm 1937 đến năm 1939 và đã phục vụ trong Chiến tranh Thế giới thứ hai. Warrington bị đắm trong một cơn bão tại vùng biển Caribe. Những chiếc khác sống sót qua chiến tranh và bị tháo dỡ vào năm 1946.

## Những chiếc trong lớp
| Tàu        | Đặt lườn             | Hạ thủy             | Hoạt động           | Số phận                                                |
| ---------- | -------------------- | ------------------- | ------------------- | ------------------------------------------------------ |
| Somers     | 27 tháng 6 năm 1935  | 13 tháng 3 năm 1937 | 1 tháng 12 năm 1937 | Bán để tháo dỡ, 16 tháng 5 năm 1947                    |
| Warrington | 10 tháng 10 năm 1935 | 15 tháng 5 năm 1937 | 9 tháng 2 năm 1938  | Đắm trong một cơn bão tại Bahamas, 13 tháng 9 năm 1944 |
| Sampson    | 8 tháng 4 năm 1936   | 16 tháng 4 năm 1938 | 19 tháng 8 năm 1938 | Bán để tháo dỡ 29 tháng 3 năm 1946                     |
| Davis      | 28 tháng 7 năm 1936  | 30 tháng 7 năm 1938 | 9 tháng 11 năm 1938 | Bán để tháo dỡ, 24 tháng 11 năm 1947                   |
| Jouett     | 26 tháng 3 năm 1936  | 24 tháng 9 năm 1938 | 25 tháng 1 năm 1939 | Bán để tháo dỡ, 1946                                   |